# Myrmecophantes velata
Myrmecophantes velata là một loài bướm đêm trong họ Geometridae.